# Амілодекстрин
Амілодекстри́н — полісахарид, початковий продукт гідролітичного розщеплення крохмалю. 
Амілодекстрин являє собою відносно короткі ланцюжки глюкози, тому, на відміну від амілози, не утворює гелів при підвищенні концентрації, а також практично не розщеплюється альфа-амілазою. Амілодекстрин практично не розщеплюється в кишечнику.
Амілодекстрин використовують у фармацевтичній промисловості як інертний носій для діючої речовини в складі таблеток.
Амілодекстрин отримують шляхом обробки амілопектинів ізоамілазами або пулуланазами.